# 다카하시 크리스
다카하시 크리스(일본어: 髙橋 クリス, 2002년 1월 11일~)는 일본의 축구 선수이다.

## 구단 경력
그는 2024년 J3리그의 YSCC 요코하마에 입단했다. 2024년후 일본 풋볼 리그에 강등했다.